# Valsequillo
Valsequillo è un comune spagnolo di 436 abitanti situato nella comunità autonoma dell'Andalusia.